# ريمي لاكرويكس
ريمي لاكرويكس (بالإنجليزية: Remy LaCroix)‏ هي ممثلة اباحية أمريكية من اصل برتغالي من مواليد ( 26 يونيو 1988) في مدينة سان فرانسيسكو بولاية كاليفورنيا الأمريكية، اسمها الحقيقي أشلي بريانا كرونان (Ashley Brianna Cronan) .